# Kupařovice
Kupařovice (en allemand : Kuprowitz) est une commune du district de Brno-Campagne, dans la région de Moravie-du-Sud, en République tchèque. Sa population s'élevait à 343 habitants en 2020.

## Géographie
Kupařovice se trouve à 8 km au nord-nord-ouest de Pohořelice, à 19 km au sud-sud-ouest de Brno et à 188 km au sud-est de Prague.
La commune est limitée par Trboušany au nord-ouest, par Pravlov au nord, par Němčičky à l'est, par Malešovice au sud, et par Loděnice et Jezeřany-Maršovice à l'ouest.

## Histoire
La première mention écrite de la localité date de 1337.

## Patrimoine

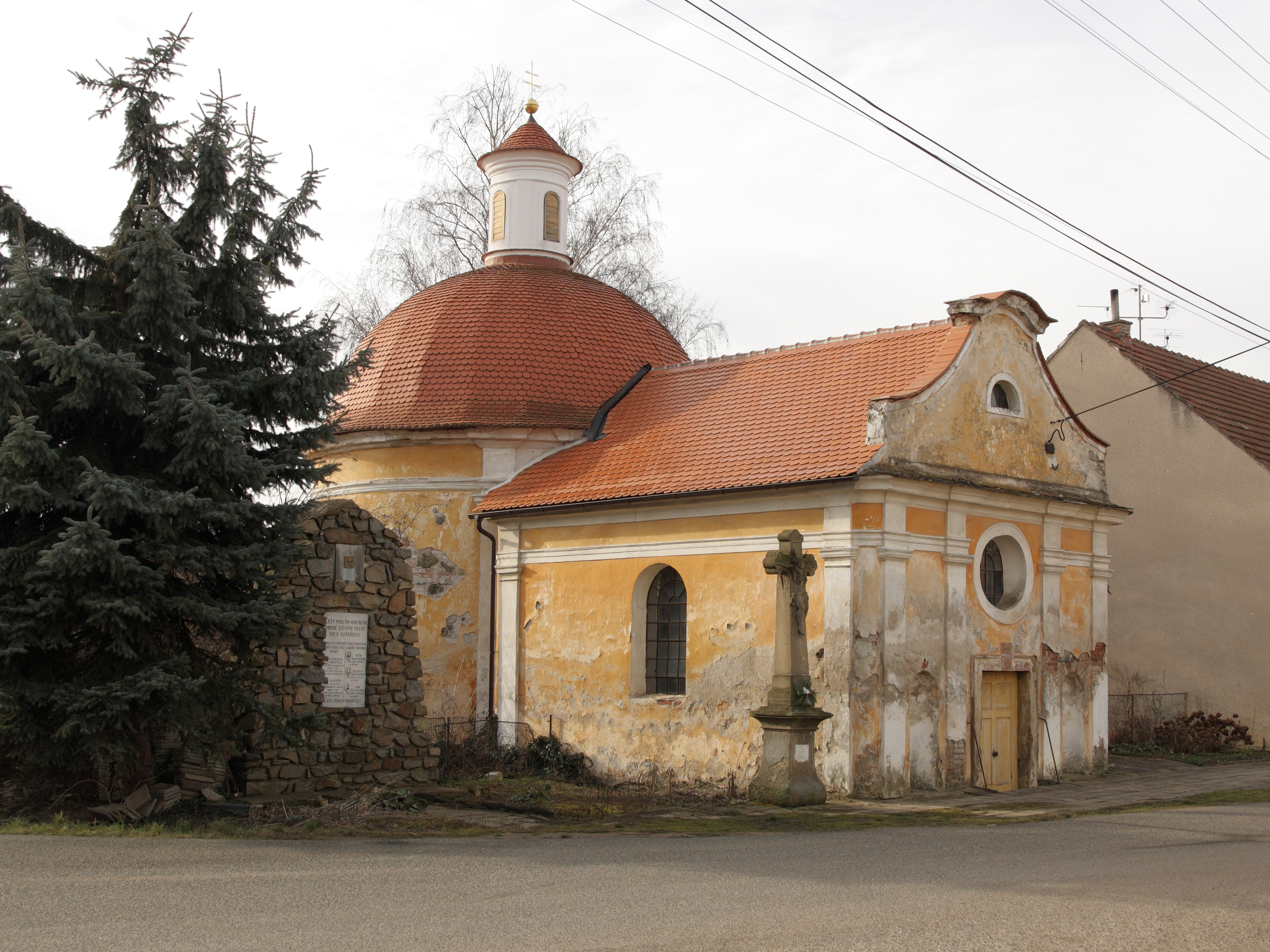
Églisede la Vierge Marie.
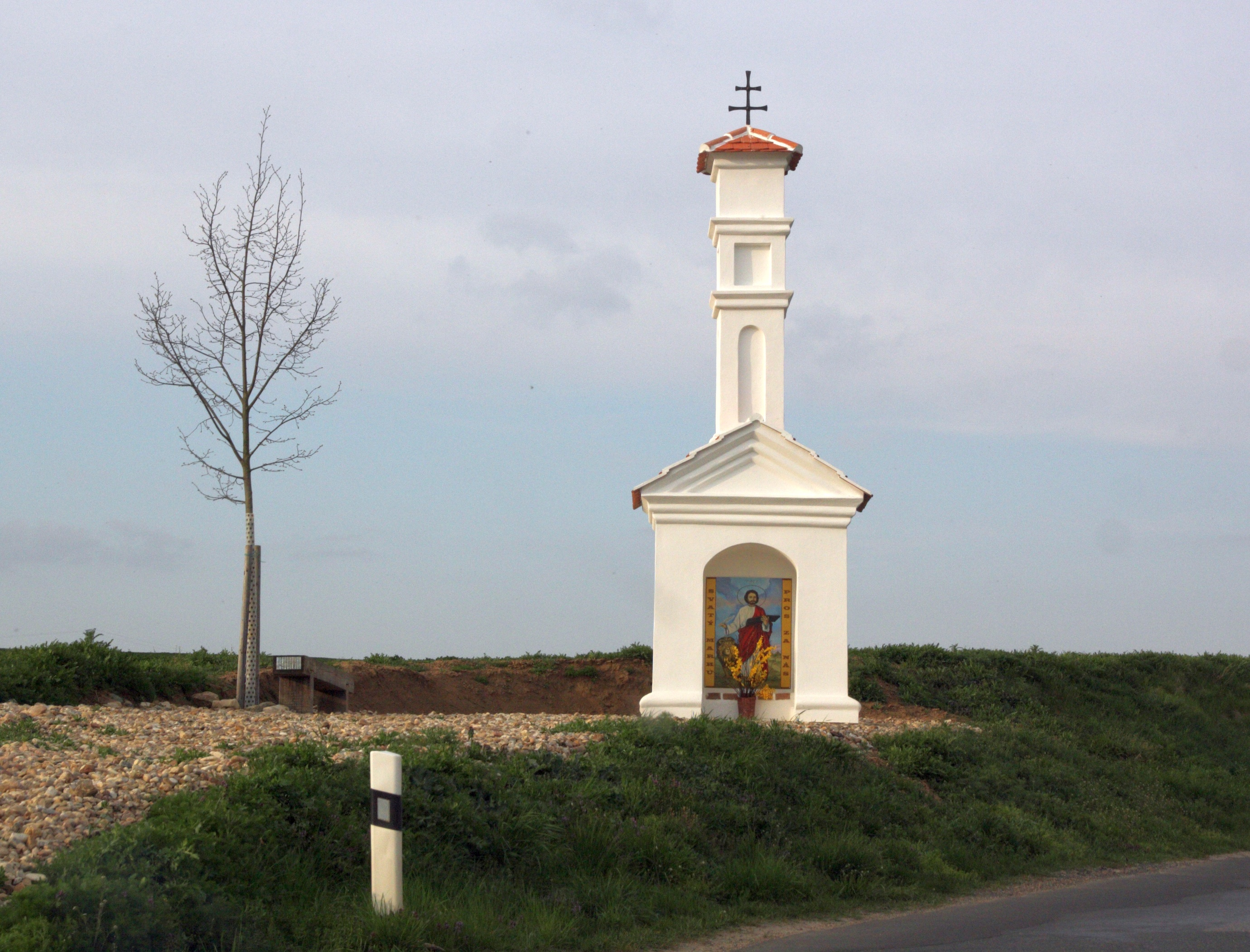
Chapelle Saint-Marc.
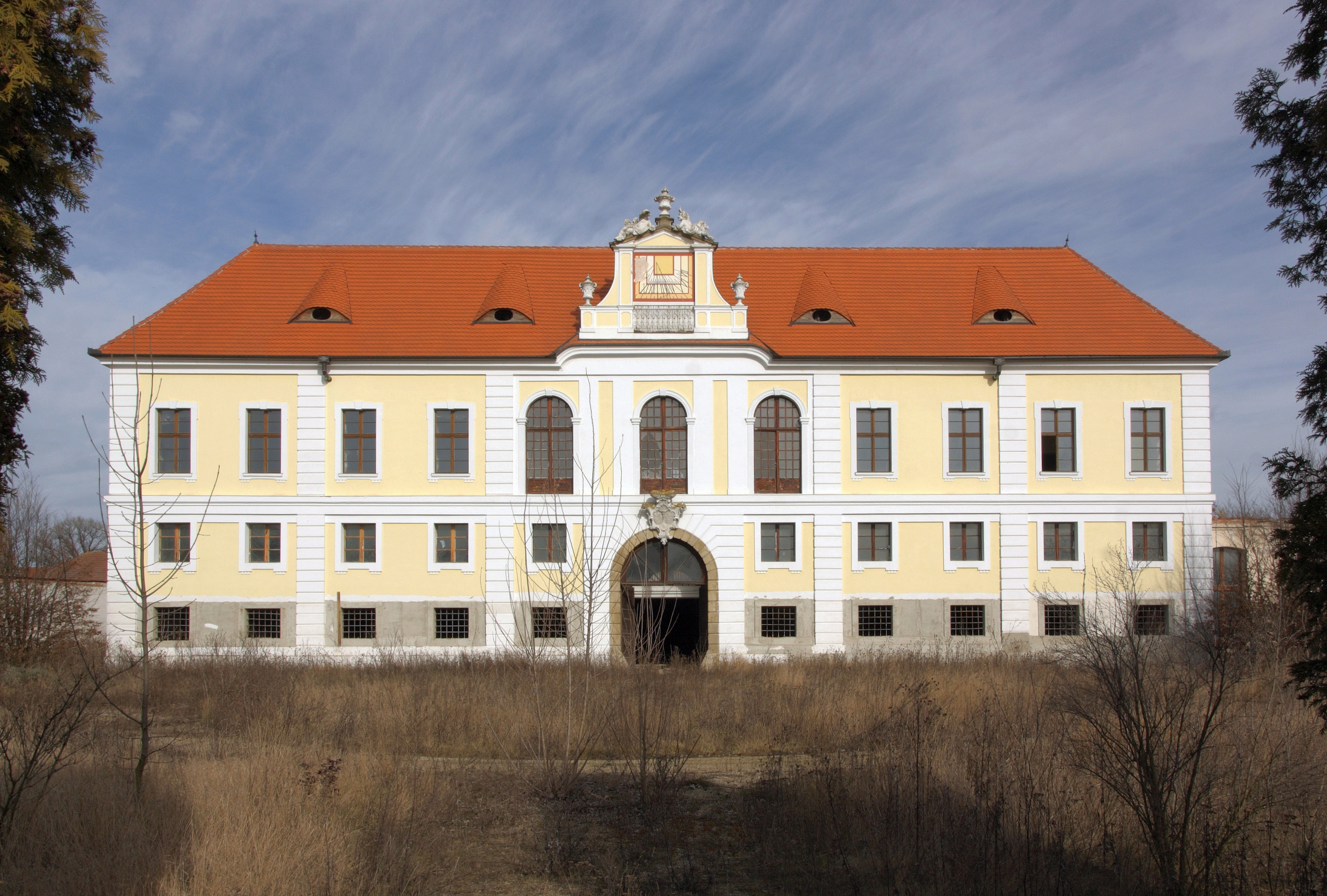
Château de Kupařovice.